# Министерство окружающей среды, водного и лесного хозяйства Румынии
Министерство окружающей среды, водного и лесного хозяйства (рум. Ministerul Mediului, Apelor și Pădurilor) является природоохранным ведомством Румынии. С 15 июня 2023 года пост министра занимает Мирча Фекет.

## История
Было создано в 1991 году. Несколько раз реорганизовывалось под следующими названиями: 
- Министерство водного хозяйства и охраны окружающей среды (2000)
- Министерство охраны окружающей среды и водного хозяйства (2004)
- Министерство охраны окружающей среды (2008)
- Министерство окружающей среды и лесов (2009)

## Подчиненные подразделения
- Национальное агентство охраны окружающей среды
- Биосферный заповедник «Дельта Дуная»
- Национальная экологическая инспекция
- Национальное агентство охраны лесов
- Национальный исследовательский институт развития окружающей среды
- Национальный фонд охраны окружающей среды
- Румынской национальная водная администрация
- Национальное управление метеорологии
- Национальное управление лесами Romsilva

## Критика
В 2005 году Министерство было раскритиковано в прессе за плохое состояние побережья страны.